# Buchanania platyneura
Buchanania platyneura là một loài thực vật thuộc họ Anacardiaceae. Đây là loài đặc hữu của Ấn Độ.